# Сопротивление материалов

Плотность силовых линий увеличивается около отверстия, в общем случае — около концентраторов напряжений

Сопротивление материалов (разг. — сопромат) — наука о прочности и надёжности деталей машин и конструкций, инженерная физико-математическая дисциплина. В её задачи входит обобщение инженерного опыта создания машин и сооружений, разработка научных основ проектирования и конструирования надёжных изделий и совершенствование методов оценки прочности. Сопротивление материалов является частью механики деформируемого твёрдого тела, которая рассматривает методы инженерных расчётов конструкций на прочность, жёсткость и устойчивость при одновременном удовлетворении требований надёжности, экономичности и долговечности.

## Определение
Сопротивление материалов базируется на понятии «прочность», что является способностью материала противостоять приложенным нагрузкам и воздействиям без разрушения. Сопротивление материалов оперирует такими понятиями как: внутренние усилия, напряжения, деформации. Приложенная внешняя нагрузка к некоторому телу порождает внутренние усилия в нём, противодействующие активному действию внешней нагрузки. Внутренние усилия, распределённые по сечениям тела, называются напряжениями. Таким образом, внешняя нагрузка порождает внутреннюю реакцию материала, характеризующуюся напряжениями, которые в свою очередь прямо пропорциональны деформациям тела. Деформации бывают линейными (удлинение, укорочение, сдвиг) и угловыми (поворот сечений).
Основные понятия сопротивления материалов, оценивающие способность материала сопротивляться внешним воздействиям:
• Прочность — способность материала воспринимать внешнюю нагрузку, не разрушаясь при этом;
• Жёсткость — способность материала сохранять свои геометрические параметры в допустимых пределах при внешних воздействиях;
• Устойчивость — способность материала сохранять в стабильности свою форму и положение при внешних воздействиях.

## Связь с другими науками
В теоретической части сопротивление материалов базируется на математике и теоретической механике, в экспериментальной части — на физике и материаловедении. Также применяется при проектировании машин, приборов и конструкций. Практически все специальные дисциплины подготовки инженеров по разным специальностям содержат разделы курса сопротивления материалов, так как создание работоспособной новой техники невозможно без анализа и расчёта её прочности, жёсткости и надёжности.
Задачей сопротивления материалов, как одного из разделов механики сплошной среды, является определение деформаций и напряжений в твёрдом упругом теле, которое подвергается силовому или тепловому воздействию.
Эта же задача среди других рассматривается в курсе теории упругости. Однако методы решения этой общей задачи в том и другом курсах существенно отличаются друг от друга. Сопротивление материалов решает её главным образом для бруса, базируясь на ряде гипотез геометрического или физического характера. Такой метод позволяет получить, хотя и не во всех случаях, вполне точные, но достаточно простые формулы для вычисления напряжений. Также поведением деформируемых твёрдых тел под нагрузкой занимается теория пластичности и теория вязкоупругости.

## Гипотезы и допущения
Расчет реальных конструкций и их элементов является либо теоретически невозможным, либо практически неприемлемым по своей сложности. Поэтому в сопротивлении материалов применяется модель идеализированного деформируемого тела, включающая следующие допущения и упрощения:
1. Гипотеза сплошности и однородности: материал представляет собой однородную сплошную среду; свойства материала во всех точках тела одинаковы и не зависят от размеров тела.
2. Гипотеза об изотропности материала: физико-механические свойства материала одинаковы по всем направлениям.
3. Гипотеза об идеальной упругости материала: тело способно восстанавливать свою первоначальную форму и размеры после устранения причин, вызвавших его деформацию.
4. Гипотеза (допущение) о малости деформаций: деформации в точках тела считаются настолько малыми, что не оказывают существенного влияния на взаимное расположение нагрузок, приложенных к телу.
5. Допущение о справедливости закона Гука: перемещения точек конструкции в упругой стадии работы материала прямо пропорциональны силам, вызывающим эти перемещения.
6. Принцип независимости действия сил (принцип суперпозиции): результат воздействия нескольких внешних факторов равен сумме результатов воздействия каждого из них, прикладываемого в отдельности, и не зависит от последовательности их приложения.
7. Гипотеза Бернулли о плоских сечениях: поперечные сечения, плоские и нормальные к оси стержня до приложения к нему нагрузки, остаются плоскими и нормальными к его оси после деформации.
8. Принцип Сен-Венана: в сечениях, достаточно удалённых от мест приложения нагрузки, деформация тела не зависит от конкретного способа нагружения и определяется только статическим эквивалентом нагрузки.

Эти положения ограниченно применимы к решению конкретных задач. Например, для решения задач устойчивости утверждения 4-6 не справедливы, утверждение 3 справедливо не всегда.

## Теории прочности
Прочность конструкций определяется с использованием теории разрушения — науки о прогнозировании условий, при которых твёрдые материалы разрушаются под действием внешних нагрузок. Материалы, как правило, подразделяются на разрушающиеся хрупко и пластично. В зависимости от условий (температуры, распределения напряжений, вида нагрузки и т. п.) большинство материалов может быть отнесено к хрупким, пластичным или обоим видам одновременно. Тем не менее, для большинства практических ситуаций материалы могут быть классифицированы как хрупкие или пластичные. Несмотря на то, что теория разрушения находится в разработке уже более 200 лет, уровень её приемлемости для механики сплошных сред не всегда достаточен.
Математически теория разрушения выражается в виде различных критериев разрушения, справедливых для конкретных материалов. Критерием разрушения является поверхность разрушения, выраженная через напряжения или деформации. Поверхность разрушения разделяет «повреждённое» и «неповреждённое» состояния. Для «повреждённого» состояния трудно дать точное физическое определение, это понятие следует рассматривать как рабочее определение, используемое в инженерном сообществе. Термин «поверхность разрушения», используемый в теории прочности, не следует путать с аналогичным термином, который определяет физическую границу между повреждёнными и неповреждёнными частями тела. Довольно часто феноменологические критерии разрушения одного и того же вида используются для прогнозирования хрупкого и пластичного разрушения.
Среди феноменологических теорий прочности наиболее известными являются следующие теории, которые принято называть «классическими» теориями прочности:
1. Теория наибольших нормальных напряжений
2. Теория наибольших деформаций
3. Теория наибольших касательных напряжений Треска
4. Теория наибольшей удельной потенциальной энергии формоизменения фон Мизеса
5. Теория Мора

Классические теории прочности имеют существенные ограничения для их применения. Так, теории наибольших нормальных напряжений и наибольших деформаций применимы лишь для расчёта прочности хрупких материалов, причём только для некоторых определённых условий нагружения. Поэтому эти теории прочности сегодня применяют весьма ограниченно. Из перечисленных теорий наиболее часто используют теорию Мора, которую также называют критерием Мора-Кулона. Кулон (Coulomb) в 1781 году на основе выполненных им испытаний установил закон сухого трения, который использовал для расчёта устойчивости подпорных стенок. Математическая формулировка закона Кулона совпадает с теорией Мора, если в ней выразить главные напряжения через касательные и нормальные напряжения на площадке среза. Достоинством теории Мора является то, что она применима к материалам, имеющим разные сопротивления сжатию и растяжению, а недостатком то, что она учитывает влияние только двух главных напряжений — максимального и минимального. Поэтому теория Мора не точно оценивает прочность при трёхосном напряжённом состоянии, когда необходимо учитывать все три главных напряжения. Кроме того, при использовании эта теория не учитывает поперечное расширение (дилатацию) материала при сдвиге. На эти недостатки теории Мора неоднократно обращал внимание А. А. Гвоздев, который доказал неприменимость теории Мора для бетона.
На смену «классическим» теориям прочности в современной практике пришли многочисленные новые теории разрушения. Большинство из них используют различные комбинации инвариантов тензора напряжений Коши (Cauchy). Среди них наиболее известны следующие критерии разрушения:
- Друкера-Прагера (Drucker-Prager)
- Бреслера-Пистера (Bresler-Pister) — для бетона
- Вильяма-Варнке (Willam-Warnke) — для бетона
- Хенкинсона (Hankinson) — эмпирический критерий, используемый для ортотропных материалов типа древесины
- Хила (Hill) — для анизотропных тел
- критерий Tsai-Wu — для анизотропных материалов
- критерий Hoek-Brown — для скальных массивов

Перечисленные критерии прочности предназначены для расчёта прочности однородных (гомогенных) материалов. Некоторые из них используются для расчёта анизотропных материалов.
Для расчёта прочности неоднородных (негомогенных) материалов используется два подхода, называемые макро-моделированием и микро-моделированием. Оба подхода ориентированы на использование метода конечных элементов и вычислительной техники. При макро-моделировании предварительно выполняется гомогенизация — условная замена неоднородного (гетерогенного) материала на однородный (гомогенный). При микро-моделировании компоненты материала рассматриваются с учётом их физических характеристик. Микро-моделирование используют в основном в исследовательских целях, так как расчёт реальных конструкций требует чрезмерно больших затрат машинного времени. Методы гомогенизации широко используются для расчёта прочности каменных конструкций, в первую очередь для расчёта стен-диафрагм жёсткости зданий. Критерии разрушения каменных конструкций учитывают многообразные формы разрушения каменной кладки. Поэтому поверхность разрушения, как правило. принимается в виде нескольких пересекающихся поверхностей, которые могут иметь разную геометрическую форму.

## Применение
Методы сопротивления материалов широко используются при расчёте несущих конструкций зданий и сооружений, а также при проектировании деталей машин и механизмов.
Как правило, именно из-за оценочного характера результатов, получаемых с помощью математических моделей этой дисциплины, при проектировании реальных конструкций все прочностные характеристики материалов и изделий выбираются с существенным запасом (в несколько раз относительно результата, полученного при расчётах).